# جاك راسيل (مغني)
جاك راسيل (بالإنجليزية: Jack Russell) (5 ديسمبر 1960 - 15 أغسطس 2024)، هو مغني أمريكي، ولد في 5 ديسمبر 1960 في مونتيبيلو في الولايات المتحدة.

## وصلات خارجية
- جاك راسيل على موقع IMDb (الإنجليزية)
- جاك راسيل على موقع ميوزك برينز (الإنجليزية)
- جاك راسيل على موقع ديسكوغز (الإنجليزية)
- جاك راسيل على موقع قاعدة بيانات الفيلم (الإنجليزية)